# Кабанелас, Дарио
Дарио Кабанелас Родригес (исп. Dario Cabanelas Rodríguez; 20 декабря 1916, Trasalba (San Pedro) — 18 сентября 1992, Оренсе, Галисия) — испанский учёный, один из самых видных арабистов XX века, педагог, профессор, доктор наук, академик испанской Королевской академии истории (1959) и Академии изящных искусств в Гранаде (1977—1992).

## Биография
Обучался философии и теологии в Сантьяго-де-Компостела.
Член миссионерского францисканского ордена в Сантьяго-де-Компостела. В 1940 году был рукоположен в священники.
С 1942 года изучал философию, гуманитарные науки и искусствоведение (отделение семитской филологии) в университете Комплутенсе Мадрида, где получил степень бакалавра в 1946 году, позже защитил докторскую диссертацию Juan de Segovia y el problema islámico (1948).
В 1948—1954 годах преподавал в университете Мадрида. С 1955 года был первым заведующим кафедрой арабского языка в Университете Гранады, в этой должности работал до конца своих дней. Декан факультета философии и гуманитарных наук в Гранадском университете (1965—1968), директор департамента арабского языка в Гранаде (1972—1987), директор Школы арабских исследований испанского национального исследовательского совета в Гранаде (1972—1984), почетный член института по сотрудничеству с арабским миром при министерстве иностранных дел Испании (1979—1992) и др.
Читал лекции об арабском и исламском мире в Испании и за рубежом.
В 1985 году вышел на пенсию, но продолжал преподавание и научные исследования.
С 1987 года — почетный профессор университета Гранады, член комитета по охране Альгамбра и Хенералифе (1987).

## Научная деятельность
Сфера научных интересов испано-арабские культурные, философские и религиозные взаимоотношения, исследования в области арабского искусства и эпиграфики через филологические и исторические темы. Специализировался, в основном, в области арабской лингвистики, литературы и философии.
Автор более 100 научных работ, книг, статей, библиографических обзоров и др. Подготовил 18 докторов и 26 кандидатов наук.

## Избранные труды
- Juan de Segovia y el problema islámico (1948)
- Ibne Sida de Murcia : el mayor lexicógrafo de Al-Andalus (1966)
- Los poemas de las tacas del arco de acceso a la Sala de la Barca (1984)
- Una inscripción morisca del Albaicín (1986)
- La casa del Chapiz y la historia de su rescate (1987)
- Torres Balbás y los Estudios Islámicos en la España de su época (1989)
- La fachada de Comares y la llamada «Puerta de la Casa Real» en la Alhambra (1991)